# Hapoel Jeruzalem BC
Hapoel 'Migdal' Jeruzalem (Hebrejski: הפועל 'מגדל' ירושלים) je izraelski košarkaški klub iz grada Jeruzalema. Klub trenutačno nastupa u izraelskoj Ligat HaAl i EuroChallengeu.

## Povijest
Hapoel Jeruzalem osnovan je 1943. godine. Klub je prije prijelaska u tadašnju "Strauss Arenu", igrao na malom vanjskom terenu u ulici Histadrut. Krajem 1980-ih klub se je preselio u Malchu Arenu. 
Hapoel 1996. i 1997. osvaja State kup, pobijedivši u dva navrata Maccabi Tel-Aviv. 2004. Hapoel je osvojio svoj prvi europski naslov, pobijedivši u finalu ULEB kupa španjolski Real Madrid. Svoj treći naslov State kupa osvajaju 2007., pobijedivši u finalu 103-85 Bnei HaSharon. Početkom 2008., Hapoel osvaja četvrti naslov State kupa, pobijedivši 93-89, nakon čak 22 poena zaostataka tijekom četvrte četvrtine Maccabi Tel-Aviv. 

## Trofeji
- ULEB kup
  - 2003./04.
- State kup
  - 1995./96., 1996./97., 2006./07., 2007./08.
- Winner kup
  - 2008./09.

## Poznati igrači
| - Tunji Awojobi - Horace Jenkins - Norris Coleman - Roger Mason - Tamar Slay - Adi Gordon | - Derrick Hamilton - Kelly McCarty - Emir Mutapčić - Billy Thompson - Radisav Ćurčić - Meir Tapiro | - Papi Turgeman - Doron Sheffer - Kenny Williams - Mario Austin - Terence Morris - Will Solomon | - Ido Kozikaro - Jamie Arnold - Roger Powell - Anthony Roberson |

## Vanjske poveznice
- Službena stranica
- Navijačka stranica  Arhivirana inačica izvorne stranice od 29. listopada 2013. (Wayback Machine)